# Zeta-Wandler
Ein Zeta-Wandler ist in der Elektronik eine Form von Gleichspannungswandler, der eine zugeführte positive Gleichspannung entweder in eine betragsmäßig höhere oder niedrigere positive Ausgangsgleichspannung umwandeln kann. Anwendungen dieses Wandlers liegen bei Stromversorgungsmodulen von elektronischen Schaltungen. Adaptierte Zeta-Wandlertypen mit galvanischer Trennung werden im Rahmen von Schaltnetzteilen als aktives Leistungsfaktorkorrekturfilter eingesetzt.

## Allgemeines

Schaltungsschema eines Zeta-Wandlers

Funktionell ist diese Wandlertopologie, wie rechts skizziert, ähnlich wie der verwandte SEPIC-Wandler aufgebaut. Sie bietet allerdings den Vorteil durch die ausgangsseitige Spule L2 einen näherungsweise konstanten Ausgangsgleichstrom, wodurch der Ausgangskondensator C2 nur für einen kleineren Rippelstrom dimensioniert sein muss bzw. die Ausgangsspannung UA einen geringen störenden Wechselanteil aufweist.
Als wesentliches Element der Schaltung fungieren drei Energiespeicher und ein Schalter (S), welcher in üblichen Aufbauten in Form eines P-Kanals MOSFET ausgeführt wird und durch die nicht dargestellte Steuerschaltung periodisch ein- und ausgeschaltet wird. Die drei Energiespeicher sind zwei Spulen (L1 und L2) und ein Kondensator C1. Diese beiden Spulen können zwecks Verbesserung des Wirkungsgrades als eine Doppelspule mit zwei gegensätzlich gewickelten Windungen auf einem gemeinsamen Kern ausgeführt werden. Die Spule L1 kann auch als Transformator ausgeführt und somit eine galvanische Trennung zwischen Eingangs- und Ausgangsseite erreicht werden.
Zur Regelung der Ausgangsspannung UA dient der Parameter D, welcher den Tastgrad (bezeichnet auch als "relative Einschaltzeit" oder "duty-cycle") spezifiziert und zwischen 0 % und fast 100 % liegen kann – bei einem Tastgrad von 100 % würde die Spule L1 in Sättigung geraten und die Eingangsspannung UE kurzschließen. Die Ausgangsspannung ergibt sich bei dem Zeta-Wandler bei der Eingangsspannung UE zu:
{\displaystyle U_{A}={\frac {D}{1-D}}\cdot U_{E}}